# Podu Iloaiei (stacja kolejowa)
Podu Iloaiei (rum: Gara Podu Iloaiei) – stacja kolejowa w Podu Iloaiei, w Okręgu Jassy, w Rumunii. Znajduje się na linii Pașcani – Jassy. 
Budynek dworca jest obiektem zabytkowym.

## Linie kolejowe
- Linia Pașcani – Jassy
- Linia Podu Iloaiei – Hârlău